# Nordlig døgling
Nordlig døgling (Hyperoodon ampullatus) er en art indenfor familien af næbhvaler (Ziphiidae). 
Da den også lever i europæiske farvande, er den i modsætning til mange andre hvalarter relativ  udforsket.

## Beskrivelse
Døglinger kan opnå en længde fra 6 til 8 m, undtagelsesvis også op til 9 meter og veje op til 7,5 tons. Hannerne kan blive ca. 25 procent større end hunnerne. Hovedet løber ud i et smalt, spidst næb, der er skarpt afsat fra den meget stejlt opstigende, oppustede, brede pande: Den nedadbøjede mundspalte er påfaldende lille, således at mundvigen, i modsætning til forholdet hos andre hvaler, ligger langt foran øjet og øjnene dermed ulige store.
Særlig på udvoksede hanner er panden udpræget hvidfarvet. Farven forandrer sig med alderen. Mens de yngre dyr er brunfarvet, har de ældre dyr farvet gullig-brun. Halefinnen sidder på bagerste del af rygfinnen, lufferne er relativt små. 

## Udbredelse
Døglingens foretrukne levested er i det polare nordlige og det mellemste Atlanterhav.  
Dens leveområde strækker sig fra Davisstrædet og Nova Scotias kyst over Nordatlanten, Island og Færøerne til Svalbard og de Britiske Øer.
I den sydlige del af det nordlige Atlanterhav er den udbredt ned til Azorerne. Generelt er den talrigest i dens nordlige udbredelsesområde. Om sommeren søger den de koldere områder og om efteråret trækker den mod syd. 
Døglingen hører ikke hjemme i Nordsøen og Østersøen, men dyr forvilder sig alligevel aperiodisk hertil.
Døglingen er fredet i Nordatlanten. Heldigvis viste tællingerne i 1987 og 1988, at bestanden af denne hvalart nu er temmelig stor i farvandene omkring Færøerne.

## Forplantning
Døglinger lever i polygame flokke. Hanner bliver kønsmodne når de er 7.5 m, hunnerne når de er 6.9 m lange. Det er de omkring 7 årsalderen for begge køn. Hannen parrer sig med flere hunner og efter 12 måneders drægtighedsperiode føder hunnen
hvert andet eller tredje år en 3.5 m lang unge, der ved fødslen vejer ca. 300 kg. Efter en dieperiode på ca. et år, bliver ungen afvænnet. Fødsler og parringer foregår om foråret.

## Adfærd
Den lever overvejende på det åbne hav i områder med 1000 meters vanddybde. Den ses kun sjældent i nærheden af kysterne. Den søger sin føde på meget dybt vand og kan uden problemer holde sig indtil 2 timer under vandet. 
De lever i flokke fra fire til tyve, mest almindelig i flokke på 10. 
Døglingen er kendt på Færøerne, fordi den strander regelmæssigt i august eller september måned specielt ved Hvalba og Sandvík på Suðuroy, men det kan også ske andre steder på Færøerne, f.eks. strandede to ved Hattarvík på Fugloy i august 2000, hvor den ene svømmede ud på havet igen, mens den anden måtte aflives, da den ikke kunne svømme ud igen. Den 28. august 2014 strandede fem døglinger i Hvalba. Folk fra Hvalba fik øje på dem, da de stod op tidlig om morgenen.

## Færøsk myte om døglingen
På Færøerne findes en gammel myte om døglingen. Lucas Debes fortæller om myten i bogen Færoæ og Færoa Reserata fra 1676. Kate Sanderson genfortæller myten i bogen Dorete - her book, som er en hædersbog til Dorete Bloch, professor. Ifølge myten, så kommer døglingen til Hvalba på Suðuroy på grund af en aftale mellem en kæmpe fra Mykines, som vinder et slagsmål mod en trold på naboøen, efter at trolden har anfægtet kæmpens ret til at bo på Mykines. Trolden lover at forsyne øen Mykines og kun den med en fugleart (sulen) og en hval-art, døglingen, hvert år, men på betingelse af, at ingen må lave grin med døglingen, for så kommer den aldrig tilbage. Trolden holder sin del af aftalen, men en mand kommer til at grine af døglingen, fordi den kun havde et øje, og så kom den aldrig tilbage til Mykines, men kommer til Hvalba og Sandvík i stedet.